# Aleja Solidarności w Białymstoku
Aleja Solidarności – ulica Białegostoku, biegnąca przez osiedle Antoniuk od skrzyżowania z ulicą Zwycięstwa do wiaduktu krzyżującego się z ulicami: Dąbrowskiego, Knyszyńską i Kolejową. Jest częścią drogi wojewódzkiej nr 676.

## Historia
W 1968 roku na mocy uchwały Miejskiej Rady Narodowej, ulicę nazwano imieniem Jurija Gagarina, słynnego radzieckiego kosmonauty. 28 lat później, 1 maja 1996 roku zmieniono jej nazwę na aleję Solidarności.

## Otoczenie
Przy al. Solidarności znajdują się m.in.
- Jysk
- Internat X Liceum Ogólnokształcącego